# Leles
Leles (în maghiară Lelesz) este o comună slovacă, aflată în districtul Trebišov din regiunea Košice. Localitatea se află la altitudinea de 108 m deasupra n.m., se întinde pe o suprafață de 33,68 km2 și în 2017 număra 1.770 de locuitori.

## Istoric
Localitatea este atestată documentar din 1190, cu ocazia înființării mănăstirii Leles, a ordinului premonstratens.

## Demografie
| An:                | 1994 | 2004   | 2014   | 2024   |
| ------------------ | ---- | ------ | ------ | ------ |
| Număr de persoane: | 1864 | 1898   | 1774   | 1892   |
| Diferență:         |      | +1,82% | −6,53% | +6,65% |

| An:                | 2023 | 2024   |
| ------------------ | ---- | ------ |
| Număr de persoane: | 1897 | 1892   |
| Diferență:         |      | −0,26% |

Marea majoritate a locuitorilor sunt etnici maghiari.